# つきのわ駅
つきのわ駅（つきのわえき）は、埼玉県比企郡滑川町月の輪一丁目にある、東武鉄道東上本線の駅である。駅番号はTJ 31。
東上本線では、2020年10月31日に開業したみなみ寄居駅に次いで2番目に新しい駅である。

## 歴史
- 2000年（平成12年）11月：着工[1]。
- 2001年（平成13年）10月26日：駅名を「つきのわ駅」に決定する[1]。
- 2002年（平成14年）3月26日：開業[1][2]。
- 2010年（平成22年）1月20日：発車メロディを導入。

## 駅構造
相対式ホーム2面2線を有する地上駅で、橋上駅舎を持つ。ホーム・北口・南口と改札階をそれぞれ連絡するエレベーターが設置されている。トイレは改札内コンコースにあり、多機能トイレを併設している。

### のりば
| 番線 | 路線   | 方向 | 行先       |
| ---- | ------ | ---- | ---------- |
| 1    | 東上線 | 下り | 小川町方面 |
| 2    | 東上線 | 上り | 池袋方面   |

- 2023年3月17日まで当駅から寄居駅まで直通する列車は設定されておらず、東武竹沢駅から先の寄居方面は小川町駅で乗り換えとなっていたが、2023年3月18日ダイヤ改正以降、日中時間帯に寄居駅までの直通列車が復活した[4]。なお、朝夕時間帯は従来通り小川町駅で乗り換える形となる。

## 利用状況
2024年度の1日平均乗降人員は5,290人である。
開業後の1日平均乗降人員および乗車人員の推移は下記の通り。
| 年度               | 1日平均 乗降人員 | 1日平均 乗車人員 | 出典               |
| ------------------ | ---------------- | ---------------- | ------------------ |
| 2001年（平成13年） | 3,459            | 981              | [ * 1 ] [ 備考 1 ] |
| 2002年（平成14年） | 1,950            | 886              | [ * 2 ]            |
| 2003年（平成15年） | 2,466            | 1,176            | [ * 3 ]            |
| 2004年（平成16年） | 2,939            | 1,455            | [ * 4 ]            |
| 2005年（平成17年） | 3,352            | 1,680            | [ * 5 ]            |
| 2006年（平成18年） | 3,650            | 1,836            | [ * 6 ]            |
| 2007年（平成19年） | 3,868            | 1,959            | [ * 7 ]            |
| 2008年（平成20年） | 4,044            | 2,047            | [ * 8 ]            |
| 2009年（平成21年） | 4,069            | 2,058            | [ * 9 ]            |
| 2010年（平成22年） | 4,071            | 2,058            | [ * 10 ]           |
| 2011年（平成23年） | 4,079            | 2,038            | [ * 11 ]           |
| 2012年（平成24年） | 4,173            | 2,083            | [ * 12 ]           |
| 2013年（平成25年） | 4,316            | 2,153            | [ * 13 ]           |
| 2014年（平成26年） | 4,441            | 2,218            | [ * 14 ]           |
| 2015年（平成27年） | 4,727            | 2,363            | [ * 15 ]           |
| 2016年（平成28年） | 5,004            | 2,515            | [ * 16 ]           |
| 2017年（平成29年） | 4,981            | 2,504            | [ * 17 ]           |
| 2018年（平成30年） | 5,162            | 2,599            | [ * 18 ]           |
| 2019年（令和元年） | 5,352            | 2,693            | [ * 19 ]           |
| 2020年（令和02年） | 4,101            | 2,057            | [ * 20 ]           |
| 2021年（令和03年） | 4,602            | 2,308            | [ 東武 3 ]         |
| 2022年（令和04年） | 4,895            | 2,456            | [ 東武 4 ]         |
| 2023年（令和05年） | 5,101            |                  | [ 東武 5 ]         |
| 2024年（令和06年） | 5,290            | 2,656            | [ 東武 1 ]         |

備考
1. ↑  2002年3月26日開業。開業日から同年3月31日までの計6日間を集計したデータ。

## 駅周辺
駅周辺は東武鉄道による分譲住宅地「フランサ」を中心に、宅地造成が相次いでいる。それに合わせて店舗等も徐々に増えつつある。

### 北口
- 埼玉県立滑川総合高等学校
- 滑川町立月の輪小学校
- 滑川月輪簡易郵便局
- ウエルシアつきのわ店
- セキ薬品つきのわ店
- 中沼（中丸沼）
- 林化学工業株式会社
- 市野川水循環センター

### 南口
- 国道254号唐子バイパス
- ヤオコー つきのわ駅前店
- ファッションセンターしまむら つきのわ店
- DCM つきのわ駅前店
- 武蔵嵐山病院
- 滑川バッティングセンター
- BOSCHむさし工場
- 大沢運送株式会社
- アサヒロジスティクス滑川物流センター

## 路線バス
町内を周回するコミュニティバス（滑川町ふれあいバス）があったが、2016年8月31日をもって身体障害者と高齢者専用のデマンド交通に移行したため、現在公営・民間バス共に無い。

## ギャラリー

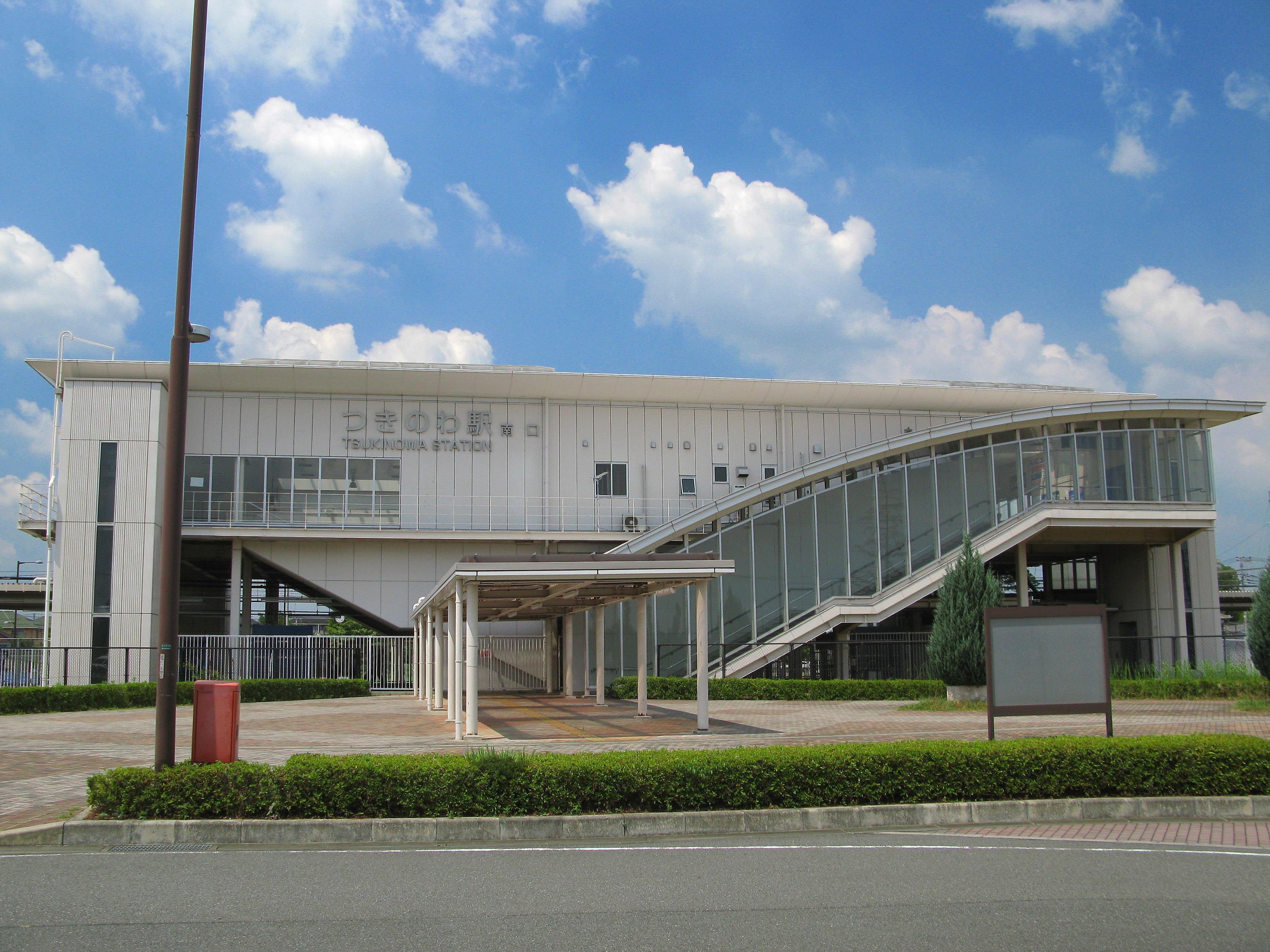
南口（2012年8月）
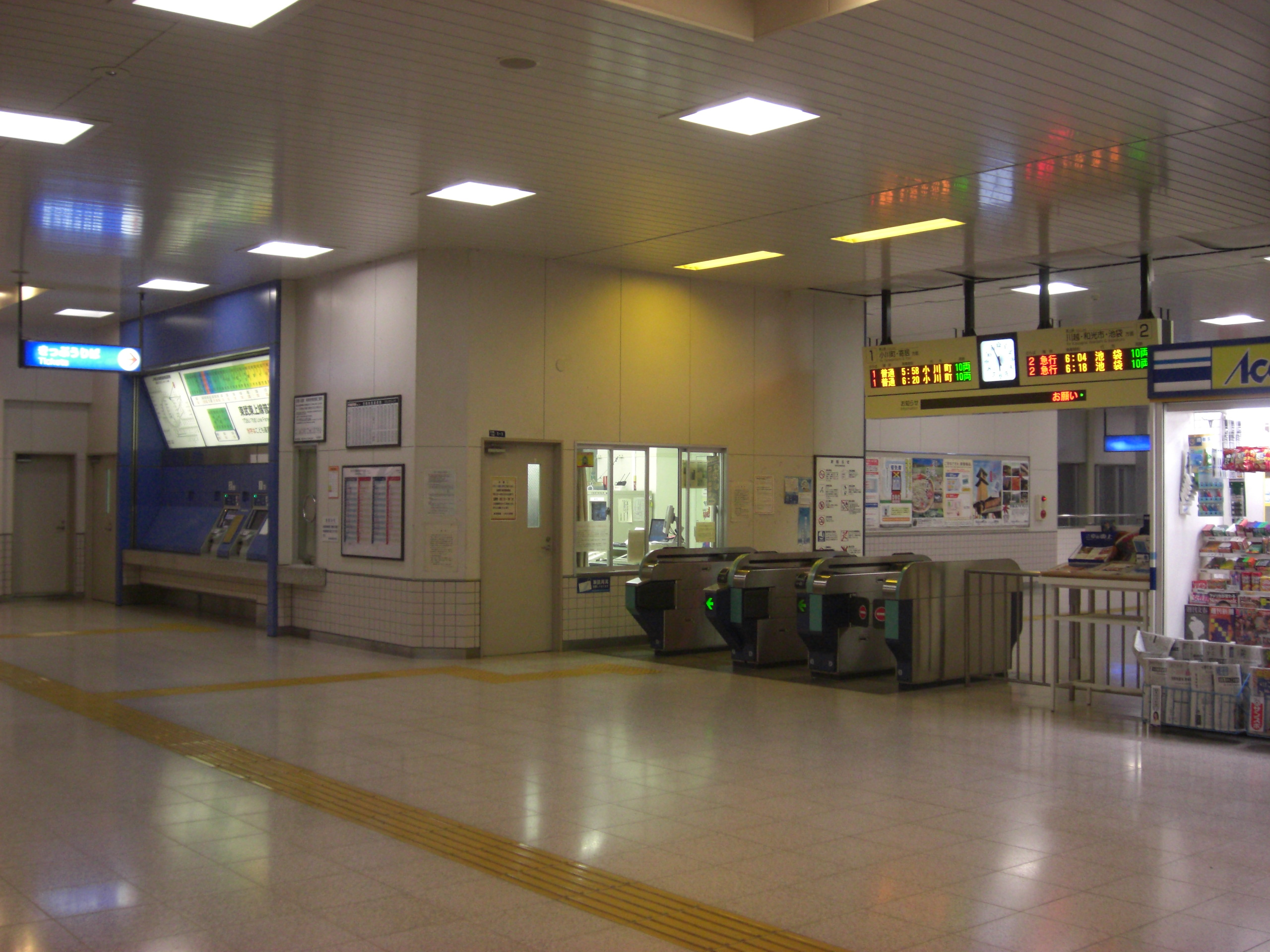
改札口（2008年11月）
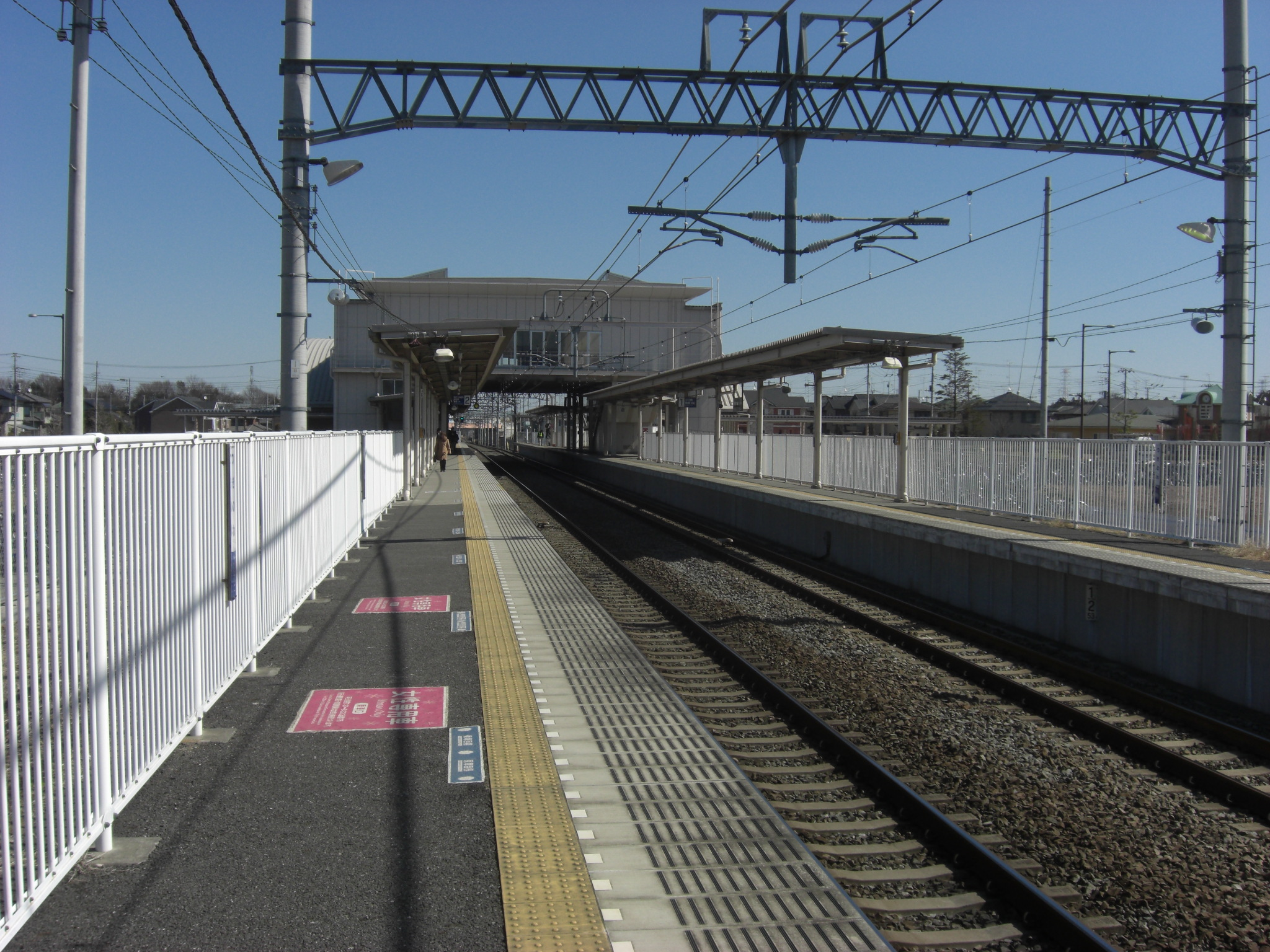
ホーム（2008年3月）

## 隣の駅
東武鉄道
 東上本線
■TJライナー・■川越特急・■快速急行・■急行・■準急・□普通
森林公園駅 (TJ 30) - つきのわ駅 (TJ 31) - 武蔵嵐山駅 (TJ 32)

### 利用状況
東武鉄道の1日平均乗降人員
1. 1 2 3  『駅別乗降人員 2024年度』（PDF）（レポート）東武鉄道、10頁。オリジナルの2025年5月19日時点におけるアーカイブ。2025年5月29日閲覧。
2. ↑  “駅情報（乗降人員）”.   東武鉄道. 2024年7月30日閲覧。
3. ↑  『駅別乗降人員 2021年度』（PDF）（レポート）東武鉄道、2024年、13頁。オリジナルの2024年5月18日時点におけるアーカイブ。
4. ↑  『駅別乗降人員 2022年度』（PDF）（レポート）東武鉄道、2024年、13頁。オリジナルの2024年5月18日時点におけるアーカイブ。
5. ↑  『駅別乗降人員 2023年度』（PDF）（レポート）東武鉄道、2024年、13頁。オリジナルの2024年5月18日時点におけるアーカイブ。

埼玉県統計年鑑
1. ↑  埼玉県統計年鑑（平成14年）
2. ↑  埼玉県統計年鑑（平成15年）
3. ↑  埼玉県統計年鑑（平成16年）
4. ↑  埼玉県統計年鑑（平成17年）
5. ↑  埼玉県統計年鑑（平成18年）
6. ↑  埼玉県統計年鑑（平成19年）
7. ↑  埼玉県統計年鑑（平成20年）
8. ↑  埼玉県統計年鑑（平成21年）
9. ↑  埼玉県統計年鑑（平成22年）
10. ↑  埼玉県統計年鑑（平成23年）
11. ↑  埼玉県統計年鑑（平成24年）
12. ↑  埼玉県統計年鑑（平成25年）
13. ↑  埼玉県統計年鑑（平成26年）
14. ↑  埼玉県統計年鑑（平成27年）
15. ↑  埼玉県統計年鑑（平成28年）
16. ↑  埼玉県統計年鑑（平成29年）
17. ↑  埼玉県統計年鑑（平成30年）
18. ↑  埼玉県統計年鑑（令和元年）
19. ↑  埼玉県統計年鑑（令和2年）
20. ↑  埼玉県統計年鑑（令和3年）